# Скворчихинська сільська рада
Скворчи́хинська сільська рада (рос. Скворчихинский сельский совет) — муніципальне утворення у складі Ішимбайського району Башкортостану, Росія. Адміністративний центр — село Скворчиха.

## Населення
Населення — 874 особи (2019, 986 в 2010, 1002 в 2002).

## Склад
До складу поселення входять такі населені пункти:
| Населений пункт          | Населення, осіб (2002) | Населення, осіб (2010) |
| ------------------------ | ---------------------- | ---------------------- |
| Алакаєво, присілок       | 146                    | 119                    |
| Кінзекеєво, село         | 307                    | 261                    |
| Лісне, присілок          | 8                      | 11                     |
| Михайловка, присілок     | 1                      | 3                      |
| Новоніколаєвка, присілок | 37                     | 67                     |
| Осиповка, присілок       | 20                     | 21                     |
| Скворчиха, село          | 441                    | 459                    |
| Слободка, хутір          | 10                     | 12                     |
| Торгаска, хутір          | 6                      | 8                      |
| Юлдашево, присілок       | 26                     | 16                     |
| Яшельтау, присілок       | -                      | 9                      |